# György Kárpáti
György Kárpáti (Budapest, 23 de junio de 1935-17 de junio de 2020) fue un waterpolista húngaro.

## Biografía
Se le considera el inventor del amago para tratar de fijar al portero.
Jugó 162 partidos con la selección de waterpolo de Hungría.

## Clubs
- Budapesti Kinizsi ( Hungría)
- Ferencvárosi Torna Club

## Títulos
Como jugador de waterpolo de la selección de Hungría
- Oro en los Juegos Olímpicos de Tokio 1964.
- Oro en el campeonato europeo de Leipzig 1962.
- Bronce en los Juegos Olímpicos de Roma 1960.
- Oro en el Campeonato europeo de Budapest 1958.
- Oro en los Juegos Olímpicos de Melbourne 1956.
- Oro en el Campeonato europeo de Turín 1954.
- Oro en los Juegos Olímpicos de Helsinki 1952.